# Cristian Bud
Cristian Bud (* 26. Juni 1985 in Baia Mare, Kreis Maramureș) ist ein ehemaliger rumänischer Fußballspieler.

## Karriere
Bud begann mit dem Fußballspielen im Alter von zehn Jahren in seiner Heimatstadt Baia Mare beim FC Baia Mare. Im Jahr 2005 wechselte er zu Liberty Salonta, das seinerzeit in der zweithöchsten rumänischen Fußballliga, der Divizia B, spielte. Dort kam er zunächst nur auf wenige Einsätze in der ersten Mannschaft, die am Ende der Saison 2005/06 zwar den Aufstieg in die Liga 1 schaffte, ihre Lizenz aber an UTA Arad verkaufte und fortan in der drittklassigen Liga III antrat. Dort gelang Bud sein Durchbruch als Torjäger. Nach dem folgenden Aufstieg blieb er Liberty bis zur Winterpause 2008/09 treu, ehe sich ihm die Möglichkeit bot, in die Liga 1 zu wechseln, in dem er sich Gaz Metan Mediaș anschloss.
Mit Gaz Metan konnte sich Bud in der Saison 2008/09 den Klassenerhalt sichern. In der Winterpause 2009/10 bot sich für ihn die Gelegenheit, zu einem rumänischen Spitzenklub zu wechseln, als ihn der amtierende Pokalsieger CFR Cluj unter Vertrag nahm. Dort konnte er im selben Jahr den Pokalsieg und die Meisterschaft erringen. Im September 2011 kehrte er leihweise zu Gaz Metan zurück. In der Winterpause 2012/13 kehrte er nach Cluj zurück, das für die Rückrunde ein Leihgeschäft mit Zweitligist FC Bihor Oradea vereinbarte. Im Sommer 2013 wechselte Bud schließlich zu Debreceni VSC nach Ungarn. Dort kam er jedoch nicht zum Einsatz und kehrte bereits im August 2013 nach Rumänien zurück, wo er sich Gaz Metan Mediaș anschloss. Anfang 2014 verpflichtete ihn Ligakonkurrent Pandurii Târgu Jiu. Dort kam er in der Rückrunde 2013/14 nur auf sechs Einsätze und löste seinen Vertrag im April 2014 wieder auf.
Im Sommer 2014 wechselte Bud zum FC Milsami in die moldauische Divizia Națională. Dort konnte er seine Torgefährlichkeit wiederfinden. Im Februar 2016 kehrte er nach Rumänien zurück, wo er sich CFR Cluj anschloss. Dort konnte er im Jahr 2016 den rumänischen Pokal gewinnen. Im Sommer 2017 wechselte er zu Ligakonkurrent ACS Poli Timișoara, heuerte aber schon im September 2017 bei CS Concordia Chiajna an.

## Erfolge
- Rumänischer Meister: 2010
- Rumänischer Pokalsieger: 2010, 2016